# Буяновський Михайло Миколайович
Віталій Михайлович Буяновський (4 жовтня 1891 року — 4 березня 1966 року) — російський радянський валторніст і музичний педагог. Заслужений артист РРФСР (1939).

## Біографія
Батько Михайла Буяновського Микола Іполитович Буяновський грав на флейті-пікколо в Придворному оркестрі. Михайло почав вчитися музики у товаришів по службі батька, потім вступив до Санкт-Петербурзької консерваторії в клас валторни Я. Д. Тамма. Закінчивши консерваторію в 1911 р., грав з 1913 р. в оркестрі Маріїнського театру (працював тут понад сорок років). З 1920 р. викладав у Ленінградській консерваторії, з 1926 р. професор. Серед учнів Михайла Буяновського такі відомі валторністи, як його син Віталій, Степан Вишневський, Андрій Глухов, Павло Орєхов, Олександр Рябінін та інші. Також його учнями були деякі відомі музиканти — виконавці на інших мідних духових інструментах: у тому числі тромбоніст Віктор Сумеркін і тубіст Віктор Федотов.
Автор ряду перекладень для валторни (віолончельні сонати Рубінштейна і Рахманінова, незакінчена соната для альта Глінки).